# عباس–موستان
عباس و موستان باراوالا (به انگلیسی: Abbas and Mustan Burmawalla) دو برادر کارگردان هندی هستند.
از فیلم‌های معروف آن‌ها می‌توان به کارگردانی در فیلم آهسته و مخفیانه اشاره کرد.

## فیلم‌شناسی
فهرست برخی از فیلم‌هایی که عباس-موستان در آنها به کارگردانی پرداخته‌اند:
- ۳۶ محله چینی‌ها
- آهسته و مخفیانه
- اجنبی
- اعتراض
- بازیکن
- بازیکنان
- بازیگر
- پادشاه
- تارزان: ماشین شگفت‌انگیز
- سرباز
- کسی که باید عاشقش باشم
- مسابقه
- مسابقه ۲
- نقاب
- همراز
- ماشین